# Michail Burtsev
Michail Burtsev, född 21 juni 1956 i Moskva, död 16 oktober 2015 i Moskva, var en rysk (sovjetisk) fäktare som bland annat tog OS-silver i herrarnas lagtävling i sabel i samband med de olympiska fäktningstävlingarna 1988 i Seoul.